# Суперкубок УЕФА
Суперку́бок УЕФА́ (англ. UEFA Super Cup) — официальный футбольный турнир, открывающий европейский сезон и состоящий из одного матча, в котором встречаются победители Лиги чемпионов УЕФА и Лиги Европы УЕФА предыдущего сезона. Поскольку розыгрыш проводится в августе, перед началом футбольного сезона, проводящегося по формату «осень-весна», в конце летнего трансферного окна, в розыгрыше обычно участвуют обновлённые составы команд-победителей прошлых турниров.
Всего Суперкубок выигрывали 26 различных команд, наиболее титулованным из которых является испанский «Реал Мадрид» выигравший в разные годы 6 трофеев.
Первым обладателем Суперкубка УЕФА является амстердамский «Аякс», текущий обладатель награды — французский «Пари Сен-Жермен», 13 августа 2025 года в Удине победивший «Тоттенхэм Хотспур» (Англия) в серии пенальти со счетом 4:3 (основное время закончилось со счетом 2:2).

## История
Суперкубок УЕФА основан в 1972 году. Основателем турнира выступил репортёр голландской газеты «De Telegraaf» Антон Виткамп, позже ставший редактором спортивного отдела этого издания. На тот момент уровень голландского футбола был очень высок, и Виткамп искал новый оригинальный способ испытать на европейской футбольной арене силы голландских клубов, в частности непобедимого «Аякс» (Амстердам) с его лидером Йоханом Кройфом.
На тот момент «Фейеноорд» и «Аякс» четыре раза выходили в финал Кубка европейских чемпионов и трижды завоёвывали престижный трофей. Этот период считался «золотой эрой» голландского футбола, голландские клубы считались сильнейшими в Европе.
В связи с тем, что помимо Кубка европейских чемпионов в Европе под эгидой УЕФА разыгрывался Кубок обладателей кубков УЕФА, лавры сильнейших клубов Европы были поделены между обладателями этих двух трофеев, и было очевидно, что очное противостояние сможет выявить клуб, который по праву единолично займёт пьедестал почёта.
Когда Виткамп поделился своей идеей с президентом «Аякса» Япом ван Прагом, тот встретил предложение с энтузиазмом, и вскоре под патронажем газеты Виткампа началась подготовка к турниру. Михаэль ван Прааг, отец Япа, и Виткамп отправились в Цюрих на встречу с действующим президентом УЕФА Артемио Франки, но тот отказал им в официальной поддержке турнира по причине годичной дисквалификации соперника «Аякса» — «Рейнджерс» — из-за неподобающего поведения болельщиков клуба из Глазго. Поскольку «Рейнджерс» отмечал своё столетие, было решено разыграть титул сильнейшего в неофициальном противостоянии.
В итоге первый розыгрыш Суперкубка в 1972 году состоялся, финансировала его De Telegraaf, и УЕФА так и не признала его. По сумме двух матчей, игравшихся дома и в гостях, «Аякс» победил со счётом 6:3.
Год спустя УЕФА согласилась курировать Суперкубок между «Миланом» и «Аяксом», вновь выигравшим Кубок европейских чемпионов. Но проведение матчей на Суперкубок не было официально оглашено; «Милан» в первом матче смог обыграть «Аякс» — 1:0, уступив в ответном матче со счётом 0:6. Суперкубок 1974 года не состоялся из-за разногласий о сроках проведения между западногерманской «Баварией» и «Магдебургом» из ГДР.
Стабильность розыгрыши Суперкубка обрели только начиная с 1975 года. Тем не менее, в 1981 году «Ливерпуль» не смог договориться о сроках проведения матчей с тбилисским «Динамо», а в 1984 году из-за плотного календаря согласился на определение победителя в одном матче, который был проведён на поле соперника в Турине.
В 1985 году «Ливерпуль» встретился с «Ювентусом» в финале Кубка европейских чемпионов на брюссельском стадионе «Эйзель» и вновь уступил туринцам. Тем временем на трибунах произошло столкновение между фанатами, приведшее к гибели людей, известное как Эйзельская трагедия. В результате английские команды были дисквалифицированы на пять лет во всех турнирах УЕФА, в том числе был дисквалифицирован и соперник «Ювентуса» — обладатель Кубка кубков «Эвертон». Суперкубок 1985 года был отменён.
В следующем, 1986 году, формат проведения Суперкубка снова пришлось в спешном порядке менять. «Динамо Киев» и «Стяуа» не смогли договориться о проведении матчей в СССР и Румынии, и единственный матч пришлось провести на нейтральном поле. Так стадион «Луи II» в Монако впервые стал ареной проведения Суперкубка.
В 1991 году исход противостояния снова решал один матч — «Манчестер Юнайтед» принял «Црвену Звезду» на домашней арене «Олд Траффорд», так как политическая ситуация в Белграде была признана нестабильной, и матч в Югославии решено было отменить.
В 1993 году из-за коррупционного скандала обладатель первой Лиги чемпионов «Олимпик Марсель» был дисквалифицирован от участия во всех европейских и международных турнирах, включая участие в розыгрыше Суперкубка УЕФА, в результате чего обладателю Кубка кубков — «Парме» пришлось разыгрывать Суперкубок с финалистом Лиги чемпионов — «Миланом».
В 1998 году, рассмотрев многочисленные трудности, связанные с проведением Суперкубка, УЕФА вновь обратилась к опыту одноматчевого формата турнира на нейтральной арене, и проведение матча с тех пор было окончательно закреплено за стадионом «Луи II».
После упразднения Кубка обладателей кубков по окончании сезона 1998/1999, было решено проводить матч за Суперкубок между победителями Лиги чемпионов и Кубка УЕФА.
В 2008 году Суперкубок впервые получил российский клуб. Петербургский «Зенит» обыграл английский «Манчестер Юнайтед» со счётом 2:1. Лучшим игроком матча был признан португалец Данни, для которого тот матч был дебютным в составе «Зенита».
В 2009 году победу в Суперкубке праздновала испанская «Барселона», которая одержала победу над донецким «Шахтёром» со счётом 1:0. 90 минут матча не выявили победителя, поэтому были проведены два дополнительных тайма. Решающий гол на 115-й минуте матча после паса Лионеля Месси забил Педро. «Барселона» выиграла пятый трофей меньше, чем за год (чемпионат Испании, Кубок Испании, Суперкубок Испании, Лига чемпионов, Суперкубок УЕФА).
В 2010 году обладателем трофея стал мадридский «Атлетико», обыгравший миланский «Интер» с счётом 2:0.
В 2011 году в матче за Суперкубок сошлись «Барселона» и «Порту». Матч закончился победой каталонцев 2:0.
В 2012 году Суперкубок повторно достался «Атлетико», который победил лондонский «Челси» со счётом 4:1. Это был последний розыгрыш Суперкубка на стадионе «Луи II».
В 2013 году матч Суперкубка принял стадион «Эден» в Праге. Мюнхенская «Бавария» по пенальти обыграла «Челси» со счётом 5:4.
В 2014 году сошлись испанские клубы «Реал» (Мадрид) и «Севилья», мадридский клуб выиграл встречу со счётом 2:0 и стал обладателем Суперкубка.
В 2015 году Суперкубок УЕФА прошел на стадионе «Динамо Арена» имени Георгия Пайчадзе в Тбилиси (Грузия), где опять сошлись испанские клубы. В драматичной борьбе «Барселона» одолела «Севилью» в дополнительное время со счётом 5:4. В матче было отмечено несколько установленных рекордов: «Севилья» — первая команда, отыгравшая гандикап в 3 мяча, за игру было забито сразу 9 мячей в одном матче, «Барселона» — первая команда, забившая 5 мячей в одном матчевом финале Суперкубка УЕФА. «Барселона» сравнялась по забитым мячам с амстердамским «Аяксом» в финалах Суперкубка УЕФА.
В 2016 году в третий раз в игре на Суперкубок сошлись испанские клубы, испанский «Реал» (Мадрид) оказался сильнее «Севильи» — 3:2 в добавленное время. «Севилья» повторила антирекорд «Барселоны», проиграв 4 финала в истории Суперкубка УЕФА.
В 2018 году трофей разыгрывался между «Реалом» и «Атлетико». Таким образом, впервые участниками турнира были команды из одного города — Мадрида.
В 2019 году впервые в Суперкубке встретились два английских клуба — «Ливерпуль» и «Челси». После ничьей 2:2 в серии пенальти победил «Ливерпуль».

## Трофей
Нынешний Суперкубок был впервые вручён в 2006 году «Севилье». До этого долгое время Суперкубок был самым маленьким из европейских трофеев. Он весил всего 5 килограмм при высоте в 42,5 сантиметра. Для сравнения — Кубок Лиги чемпионов весит 8 кг, а Кубок Лиги Европы — 15 кг.
Современный кубок при высоте в 58 сантиметров весит 12,2 килограмма.
Новый трофей сохраняет ключевые элементы дизайна своего предшественника, спроектированного в мастерской Бертони в Милане. Классическая чаша плавно переходит в ониксовую базу, выполненную в форме скрученного мотка шерсти, а две боковые ручки позволяют удобно удерживать кубок.
Суперкубок — переходящий приз. Взамен переходящего приза навсегда вручается его копия. В случае завоевания каким-либо клубом переходящего приза 3 раза подряд или 5 раз в общей сложности приз остаётся в этом клубе навечно. До 2008 года команда, выигравшая три раза подряд или всего пять, получала оригинальный экземпляр трофея. С тех пор оригинальный трофей хранится исключительно в УЕФА. «Милан», «Барселона» и «Реал Мадрид» удостоились этой чести, выиграв в общей сложности по пять раз каждый, но итальянская команда — единственная, кто был удостоен официального трофея на постоянной основе в 2007 году после победы над «Севильей» (3:1). «Барселона» и «Реал Мадрид» выиграли свой пятый титул в 2015 и 2022 годах. соответственно, когда подобная политика уже не действовала.

## Формат
Изначально Суперкубок разыгрывался в спаренном матче — дома и на выезде, хотя были и исключения. Команда, забившая больше мячей по сумме двух игр, признавалась победителем. Прибегать к подсчету голов, забитых на выезде, пришлось лишь однажды — в 1980 году, когда «Валенсия» одолела «Ноттингем Форест». Дополнительное время понадобилось в 1982 году, когда «Астон Вилла» победила «Барселону». Исход матча за Суперкубок УЕФА в 2013 году впервые определился в серии пенальти, а в 2000 году «Галатасарай» победил «Реал» по правилу «золотого гола».
В настоящее время в матче за Суперкубок выступают клубы-победители Лиги чемпионов УЕФА и Лиги Европы УЕФА. Исход поединка решается в одном матче.
Если после основного времени счёт остается ничейным, исход матча решается в серии пенальти.

## Призовые
Победивший клуб получает €5 млн, проигравший — €3 млн.

## Билеты на матч
60 % билетов распространяется между болельщиками играющих команд. Часть мест забронированы для высокопоставленных гостей. Остальные места продаются УЕФА через онлайновый аукцион. В одни руки отдают не более двух билетов, разыгранных в лотерею. Также взимается плата за обслуживание в размере 5€.

## Победители

### Победы в турнире по клубам
| Команда              | Победы | Поражения | Годы побед                         | Годы поражений                     |
| -------------------- | ------ | --------- | ---------------------------------- | ---------------------------------- |
| Реал Мадрид          | 6      | 3         | 2002, 2014, 2016, 2017, 2022, 2024 | 1998, 2000, 2018                   |
| Барселона            | 5      | 4         | 1992, 1997, 2009, 2011, 2015       | 1979, 1982, 1989, 2006             |
| Милан                | 5      | 2         | 1989, 1990, 1994, 2003, 2007       | 1973, 1993                         |
| Ливерпуль            | 4      | 2         | 1977, 2001, 2005, 2019             | 1978, 1984                         |
| Аякс                 | 3      | 1         | 1972, 1973, 1995                   | 1987                               |
| Атлетико Мадрид      | 3      | 0         | 2010, 2012, 2018                   |                                    |
| Челси                | 2      | 3         | 1998, 2021                         | 2012, 2013, 2019                   |
| Бавария              | 2      | 3         | 2013, 2020                         | 1975, 1976, 2001                   |
| Андерлехт            | 2      | 0         | 1976, 1978                         |                                    |
| Валенсия             | 2      | 0         | 1980, 2004                         |                                    |
| Ювентус              | 2      | 0         | 1984, 1996                         |                                    |
| Севилья              | 1      | 6         | 2006                               | 2007, 2014, 2015, 2016, 2020, 2023 |
| Порту                | 1      | 3         | 1987                               | 2003, 2004, 2011                   |
| Манчестер Юнайтед    | 1      | 3         | 1991                               | 1999, 2008, 2017                   |
| Динамо (Киев)        | 1      | 1         | 1975                               | 1986                               |
| Ноттингем Форест     | 1      | 1         | 1979                               | 1980                               |
| Пари Сен-Жермен      | 1      | 1         | 2025                               | 1996                               |
| Астон Вилла          | 1      | 0         | 1982                               |                                    |
| Абердин              | 1      | 0         | 1983                               |                                    |
| Стяуа                | 1      | 0         | 1986                               |                                    |
| Мехелен              | 1      | 0         | 1988                               |                                    |
| Парма                | 1      | 0         | 1993                               |                                    |
| Лацио                | 1      | 0         | 1999                               |                                    |
| Галатасарай          | 1      | 0         | 2000                               |                                    |
| Зенит                | 1      | 0         | 2008                               |                                    |
| Манчестер Сити       | 1      | 0         | 2023                               |                                    |
| Гамбург              | 0      | 2         |                                    | 1977, 1983                         |
| Рейнджерс            | 0      | 1         |                                    | 1972                               |
| ПСВ                  | 0      | 1         |                                    | 1988                               |
| Сампдория            | 0      | 1         |                                    | 1990                               |
| Црвена Звезда        | 0      | 1         |                                    | 1991                               |
| Вердер               | 0      | 1         |                                    | 1992                               |
| Арсенал              | 0      | 1         |                                    | 1994                               |
| Реал Сарагоса        | 0      | 1         |                                    | 1995                               |
| Боруссия Дортмунд    | 0      | 1         |                                    | 1997                               |
| Фейеноорд            | 0      | 1         |                                    | 2002                               |
| ЦСКА (Москва)        | 0      | 1         |                                    | 2005                               |
| Шахтёр (Донецк)      | 0      | 1         |                                    | 2009                               |
| Интернационале       | 0      | 1         |                                    | 2010                               |
| Вильярреал           | 0      | 1         |                                    | 2021                               |
| Айнтрахт (Франкфурт) | 0      | 1         |                                    | 2022                               |
| Аталанта             | 0      | 1         |                                    | 2024                               |
| Тоттенхэм Хотспур    | 0      | 1         |                                    | 2025                               |

### По странам
| Страна     | Победы | Проигрыши |
| ---------- | ------ | --------- |
| Испания    | 17     | 15        |
| Англия     | 10     | 10        |
| Италия     | 9      | 5         |
| Нидерланды | 3      | 3         |
| Бельгия    | 3      | 0         |
| Германия   | 2      | 7         |
| Португалия | 1      | 3         |
| Франция    | 1      | 1         |
| СССР       | 1      | 1         |
| Россия     | 1      | 1         |
| Шотландия  | 1      | 1         |
| Румыния    | 1      | 0         |
| Турция     | 1      | 0         |
| Югославия  | 0      | 1         |
| Украина    | 0      | 1         |

### Лучшие бомбардиры за всё время
Список из 9 футболистов забивших 3 гола и более в рамках Суперкубка УЕФА.
| Игрок                 | Клуб            | Голы | Игры | Годы                   |
| --------------------- | --------------- | ---- | ---- | ---------------------- |
| Адрианус «Ари» Хаан   | Аякс Андерлехт  | 5    | 8    | 1972, 1973, 1976, 1978 |
| Радамель Фалькао      | Атлетико Мадрид | 3    | 1    | 2012                   |
| Герд Мюллер           | Бавария         | 3    | 3    | 1975, 1976             |
| Олег Блохин           | Динамо (Киев)   | 3    | 3    | 1975, 1986             |
| Дэвид Фэрклаф         | Ливерпуль       | 3    | 3    | 1977, 1978             |
| Терри Макдермотт      | Ливерпуль       | 3    | 3    | 1977, 1978             |
| Роб Ренсенбринк       | Андерлехт       | 3    | 4    | 1976, 1978             |
| Франсуа ван дер Эльст | Андерлехт       | 3    | 4    | 1976, 1978             |
| Лионель Месси         | Барселона       | 3    | 4    | 2006, 2009, 2011, 2015 |